# 樋口清
樋口 清（ひぐち きよし、1918年10月8日 - 2018年8月10日）は、日本の建築家。東京大学教養学部教授等を歴任。フランク・ロイド・ライトなどの著作を訳した。

## 略歴
- 東京府出身。松本高等学校理科甲類卒。
- 1941年 東京工業大学建築学科卒。
- 1943年 東京帝国大学文学部仏文学科卒。
- 1947年～1957年 鹿島建設建築設計部。
- 1957年 工学院大学建築学科講師。
- 1962年 東京大学教養学部教授（フランス語）。
- 1978年 同定年退官、東京理科大学二部工学部教授[3]。
- 2018年、老衰による呼吸器不全のため99歳で死去[1]。

## 設計作品
- 国民休暇村協会の乗鞍綱張
- 韮山の山荘

## 著作
- 『ライト、アールトへの旅』建築資料研究社「建築ライブラリー」、1997
- 『近代建築は何を創ったか 生活の場の芸術としての建築』中央公論美術出版、2014
- 『フランク・ロイド・ライト』彰国社、1954。天野太郎、生田勉共編

### 翻訳
- 『バルザック人間叢書 第7 金色の眼の娘 フエラギユス』木越豊彦共訳、万里閣 1947
- ル・コルビュジェ『伽藍が白かったとき』生田勉共訳（岩波書店、1957／岩波文庫、2007）
- ギーディオン『現代建築の発展』生田勉共訳（みすず書房、1961）
- ル・コルビュジェ『ユルバニスム』（鹿島出版会、1967）
- L.マンフォード『機械の神話　技術と人類の発達』（河出書房新社、1971）
- L.マンフォード『解釈と予測　2 アンソロジー 1922-1972』（生田勉・木原武一共訳、河出書房新社、1975）、※1は前者2名の訳
- デイビッド・パス『ベリングビーとファシュタ　スウェーデンの新都市開発』（鹿島出版会、1978）
- スチュアート・レーデ『アスプルンドの建築　北欧近代建築の黎明』（武藤章共訳、鹿島出版会、1982）
- オットー・ヴァーグナー『近代建築　学生に与える建築手引き』（佐久間博共訳、中央公論美術出版、1985、愛蔵版2012）
- フランク・ロイド・ライト『自伝 ある芸術の形成』（中央公論美術出版、1988）
- フランク・ロイド・ライト『自伝 ある芸術の展開』（中央公論美術出版、2000）
- ル・コルビュジェ『建築へ』（中央公論美術出版 2003、新版2011）
- フランク・ロイド・ライト『テスタメント』（中央公論美術出版 2010）